# Крістофер Монк, 2-й герцог Альбемарль
Крістофер Монк (англ. Christopher Monck; 14 серпня 1653 — 6 жовтня 1688) — військовий та державний діяч королівства Англія. Вважається наймолодшим депутатом англійського парламенту (палати общин).

## Життєпис
Походив з англійського шляхетського роду Монків з Девону. Єдиний син Джорджа Монка, англійського генерала часів республіки, та Анни Кладжес. Народився 1653 року. 1660 року завдяки батькові відбувається реставрація династії Стюартів. Натомість отримує титул герцога Альбермарль та численні посади. Сам Крістофер отримує титул ґречності — барон Торрінгтон. Спочатку здобув домашню освіту, у 1662 року поступив до юридичної палати Грейс-інн на стажування та навчання. Згодом став членом цієї палати.
1667 року обирається членом палати громад від графства Девон. 1669 року пошлюбив представницю впливового роду Кавендішів. 1670 року після смерті батька успадкував його титули (зокрема став лорд-власником провінції Кароліна), увійшовши до палати лордів. Також отримав посаду камергера королівської спальні. Невдовзі отримує Орден Підв'язки та стає членом Таємної ради. 1673 року сформував за власний кошт полк, з яким увійшов під командування Фрідріха фон Шомберга, який повинен був висадитися в провінції Зеландія (на той час тривала Третя англо-голландська війна). Проте поразки англійців на морі призвели у 1674 році до укладання Вестмінстерського миру. Тому полк Монка було розпущено. 1675 року призначено лорд-лейтенантом Девона. Того ж року за 26 тис. фунтів стерлінгів придбав в Геріха Гайда, 2-го графа Кларедон, величезний палацовий комплекс Кларедон-Хауз (охоплював цілий квартал Лондону). 1679 року призначається капітаном старшої роти королівської кінної гвардії.
6 січня 1681 року Монк влаштував боксерський поєдинок між своїм дворецьким і м'ясником. Це був перший зареєстрований боксерський поєдинок в Англії. 1682 року призначено канцлером Кембриджського університету. 1683 року продав Кларедон-Хауз баронету Томасу Бонду, голові синдикату забудовників, де було прокладено вулиці Дувр-стріт, Альбемарль-стріт і Бонд-стріт.
У 1685 році він пішов у відставку з посади лорда-лейтенанта Девона, щоб боротися проти повстання Монмута. Втім не відіграв значної ролі в його придушенні. 1687 року було призначено генерал-лейтенантом Ямайки. Того ж року допоміг грошима шукачеві скарбів Вільяму Фіпсу, який знайшов іспанське судно «Nuestra Señora de la Concepción» зі Срібного флоту. В результаті дохід Монка склав 50 тис. фунтів стерлінгів. Помер на Ямайці 1688 року, поховано в Вестмінстерському абатстві 1689 року.

## Родина
Дружина — Єлизавета, донька Генріха Кавендіша, герцога Ньюкасла
Діти:
- Джордж (помер дитиною)